# Hans Fredrik Dahl
Hans Fredrik Dahl, född den 16 oktober 1939 i Oslo, är en norsk historiker och tidningsman.
Dahl var 1965–1969 redaktör för vänstertidskriften Kontrast. Som historiker har han framför allt skrivit om andra världskriget och fascismen, bland annat biografin Vidkun Quisling i två band (1991–1992). Han blev professor i medier och kommunikation vid Universitetet i Oslo 1988. Han tilldelades Sverre Steen-priset 2007 och blev emeritus 2009.

## Familj
Dahl var dotterson till Francis Harbitz. Han var gift med kvinnorättsprofessorn Tove Stang Dahl från 1960 till hennes död 1993. År 1996 gifte han om sig med konsthistorikern Elisabeth Elster, född Jensen. Hon var tidigare gift med filosofen Jon Elster.